# Matouš Jan Kucharčík
Matouš Jan Kucharčík (* 3. února 2007) je český lední hokejista hrající na postu středního útočníka. Je rovněž členem mládežnických reprezentačních výběrů své vlasti.

## Život
S ledním hokejem začínal v pražské Slavii. Nastupoval za ni i ve svých mládežnických letech. V sezóně 2023/2024 hrál předně za její výběr do sedmnácti let, nicméně se objevil i v zápase výběru juniorů a rovněž v celku mužů tohoto klubu. V prvním utkání mezi muži hrané 13. ledna 2024 v třebíčské KHNP Areně mezi pražskou Slavií a tamní Horáckou Slavií (vítězství Pražanů v poměru 4:2) asistoval Kucharčík spolu s Karlem Klikorkou ve 26. minutě u gólu Matěje Berana. Když 4. března 2024 hráli muži Slavie na svém zimním stadionu v Edenu předkolo playoff s Duklou Jihlava (3:2 po prodloužení), vstřelil v čase 23:56 Kucharčík první branku zápasu, čímž se po tehdy havířovském Lukáši Douděrovi stal po téměř deseti letech prvním hráčem, který coby dorostenec skóroval ve vyřazovací části druhé české nejvyšší soutěže.